# スコシアバンク・サドルドーム
スコシアバンク・サドルドーム（Scotiabank Saddledome）はカナダのカルガリーにある屋内競技場。

## 概要

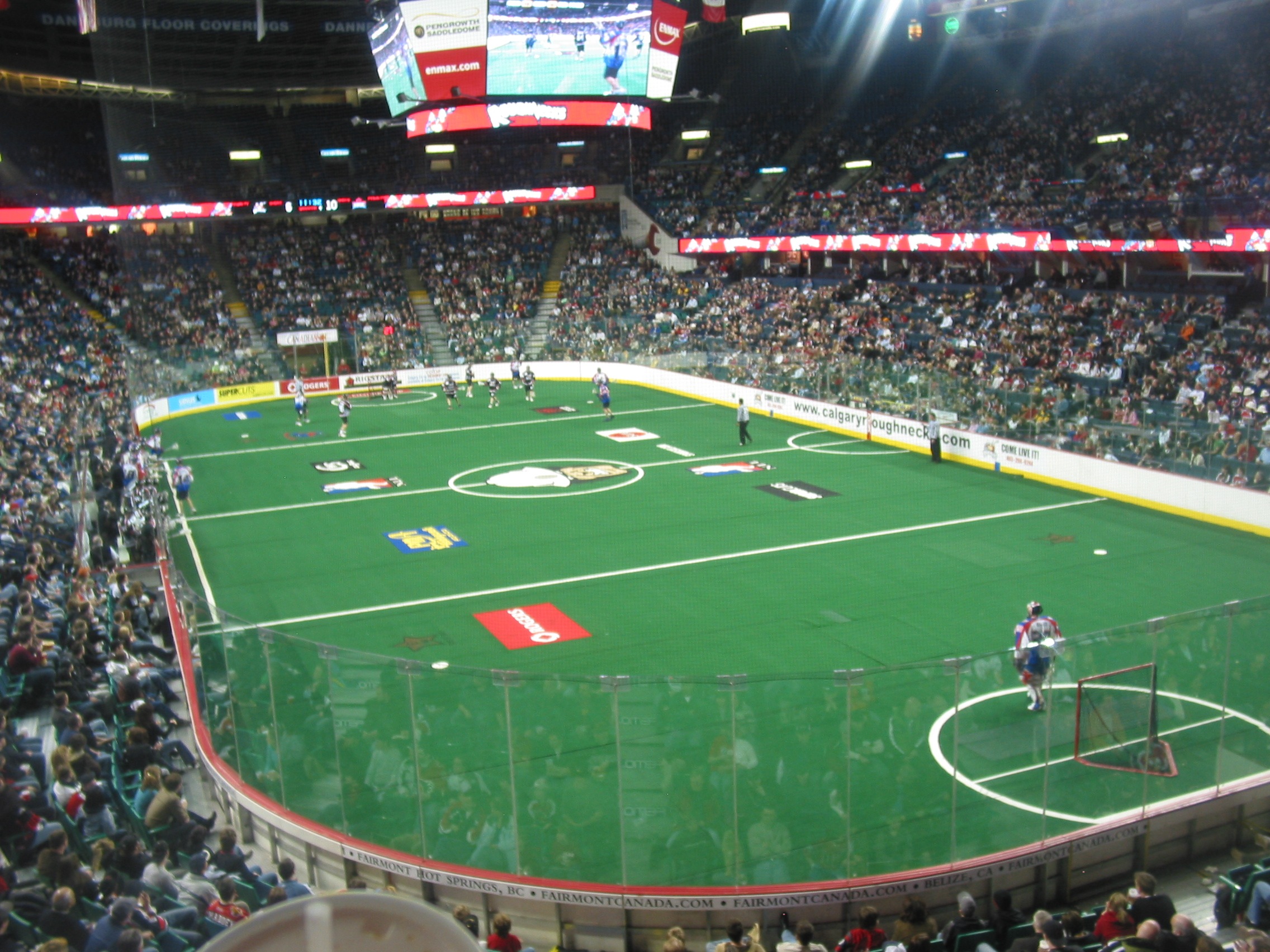
ラクロスの試合

1983年に完成。当時はオリンピック・サドルドームの名義で完成した。NHLのカルガリー・フレームスの本拠地として使用され、1988年にはカルガリーオリンピックのアイスホッケーが開催された。1996年から4年間、カナディアン・エアラインズ・サドルドームの名称だったが、倒産後、ペングロース社が命名権を取得し、ペングロース・サドルドームとなる。2010年夏にスコシアバンクが命名権を取得、現在の名称になった。
アリーナの所有はカルガリー市、運営するサドルドーム財団は非営利団体である。
2006年の世界フィギュアスケート選手権や、2008年にはジュノー賞の授賞式が行われた。